# Charlotte Polak-Rosenberg
Charlotte Lisette Polak-Rosenberg (geboren 30. Juni 1889 in Amsterdam; gestorben 19. September 1942 im KZ Auschwitz) war eine niederländische Feministin und Sozialaktivistin.

## Biographie

### Familie und Ausbildung
Charlotte Rosenberg wurde als einziges Kind des wohlhabenden jüdischen Unternehmers Marcus Levie Rosenberg (1859–1925) und von dessen Frau Rosine (geb. Wallagh 1864–1944) geboren. Marcus Rosenberg war in Amsterdam als Philanthrop bekannt; er war unter anderem Vorstandsmitglied des Komitees Hulp voor Minvermogende Weezen (Hilfe für verarmte Waisen) und Redt de Pogromweezen in de Ukraïne (Rettet die Pogromwaisen in der Ukraine). Charlotte Rosenberg war eine begabte Pianistin und erhielt Klavierunterricht bei dem Komponisten und Musikpädagogen Sem Dresden. 1908 machte sie einen Schulabschluss in Volkswirtschaft und Statistik.
Am 16. Mai 1911 heiratete Charlotte Rosenberg den jüdischen Arzt Joseph „Jo“ Bernhard Polak (1883–1942); die Eheleute bekamen eine Tochter und zwei Söhne. 1917 änderten sie offiziell ihren Namen in „Rosenberg-Polak“, um den Namen von Marcus Rosenberg für die Nachwelt zu erhalten und um ihren Kindern einen markanteren Namen als den gebräuchlichen Namen „Polak“ zu geben.

### Gesellschaftliches Engagement
1915 wurde Charlotte Rosenberg-Polak Vorstandsmitglied der Amsterdamer Sektion der Vereeniging Onderlinge Vrouwenbescherming (Vereinigung des gegenseitigen Schutzes von Frauen), die Mütter und deren Kinder unterstützte; 1921 wurde sie Präsidentin der Sektion. 1930 wurde sie zusammen mit Rosa Manus Präsidentin der Nederlandsche Vereeniging voor Vrouwenbelangen en Gelijk Staatsburger (Niederländischer Verband für Fraueninteressen und gleichberechtigte Staatsbürgerschaft) (NVVGS) und 1934 Vorstandsmitglied der niederländischen Sektion der Weltliga für Sexualreform, die 1928 von dem deutschen Arzt Magnus Hirschfeld gegründet worden war. Im selben Jahr erschien ihre Broschüre De ongewedde moeder en haar kind (Die unverheiratete Mutter und ihr Kind), die von der Weltliga herausgegeben wurde. Sie engagierte sich auch für die anderen Themen der Liga wie Geburtenkontrolle, ein erleichtertes Scheidungsverfahren, die Strafbefreiung von Abtreibung und von Homosexualität.
In den 1930er Jahren begann Charlotte Polak-Rosenberg, sich intensiv mit der Situation von arbeitenden Frauen zu beschäftigen, die durch die Weltwirtschaftskrise zunehmend benachteiligt wurden. Sie war Referentin an einer Hochschule für Sozialarbeit, wo sie die Geschichte der Frauenbewegung lehrte. 1935 gründete sie zusammen mit Marie Baale, Liesbeth Ribbius Peletier und Marie Anne Tellegen das Comité tot Verdediging van de Vrijheid van Arbeid voor de Vrouw (Komitee zur Verteidigung der Arbeitsfreiheit für Frauen). Sie hielt regelmäßig Vorträge und reiste zu Versammlungen, insbesondere nachdem Carl Romme, Minister der Roomsch-Katholieke Staats Partij, einen Gesetzentwurf eingebracht hatte, wonach Frauen die Lohnarbeit verboten werden sollte. Höhepunkt ihrer Kampagne gegen diesen Vorschlag war eine Protestversammlung im Concertgebouw im Februar 1938, bei dem der Saal bis auf den letzten Platz besetzt war und nicht alle interessierten Zuhörer eingelassen werden konnten.
Polak-Rosenberg wurde in den Zeitungen als „flotte und ehrliche Rednerin“ beschrieben. Sie betonte in ihren Vorträgen, dass die benachteiligte Position von Frauen keine biologischen, sondern kulturelle Ursachen habe. Die Gesellschaft profitiere davon, wenn Frauen sich stärker engagierten und durchsetzten. Für sie selbst standen ihre Ehe und ihr Familienleben an erster Stelle, aber sie war der Ansicht, dass Kinder unabhängiger würden, wenn sie nicht ständig mit ihrer Mutter zusammen seien. Außerdem lernten Kinder die Gesellschaft besser zu verstehen, wenn ihre Mutter sich engagiere.
Charlotte Polak-Rosenberg war Mitglied des Neutraal Vrouwen-Comité voor de Vluchtelingen (Neutrales Frauenkomitees für die Flüchtlinge) (NVVGS), das ab 1933 jüdische Flüchtlinge aus Deutschland unterstützte. Auf der Jahresversammlung der NVVGS 1938 stellte sie eine Verbindung zwischen Feminismus und Antifaschismus her: „Wir […], die wir nicht anerkennen, dass die Geschlechtsunterschiede zu einer unterschiedlichen Behandlung der Menschen durch Gesetz und Gesellschaft führen, müssen leidvoll mit ansehen, dass die Grenzen zwischen Völkern, Rassen, Ländern hochgezogen werden anstatt überbrückt zu werden.“ 1939 kandidierte sie für die linksliberale Partei Vrijzinnig Democratische Bond (VDB) bei den Wahlen zum Amsterdamer Stadtrat und zum Provinzialrat, wurde aber nicht gewählt. Im Jahr darauf stand sie auch auf der Wahlliste für die Wahlen zum Abgeordnetenhaus 1941.

### Flucht und Tod
Wegen ihrer jüdischen Abkunft musste sich Charlotte Polak-Rosenberg nach der deutschen Besetzung der Niederlande ab Mai 1940 von allen ihren Ämtern zurückziehen. 1942 wurden sie und ihr Mann bei einem Fluchtversuch in die Schweiz, wo sich ihr Sohn Mak schon aufhielt, in Paris verhaftet. Sie wurden über das Sammellager Drancy nach Auschwitz deportiert. Dort wurden die Eheleute am 19. September 1942 ermordet. Ihre Tochter Lien überlebte versteckt, der Sohn Mak in der Schweiz. Sohn Jop starb vermutlich Anfang 1945 in der Nähe von Buchenwald auf einem Todesmarsch.

## Rezeption
Nach dem Krieg geriet Polak-Rosenberg, eine „prominente Feministin im Vorkriegs-Holland“, in Vergessenheit. 1999 veröffentlichte die Historikerin Christel Tijenk einen biographischen Aufsatz über sie in der niederländisch-englischen Gender-Zeitschrift Raffia. 2017 gaben ihre Enkel Charlotte Elisabeth van Rappard-Boon und Jop Rosenberg Polak eine Biographie von Charlotte Polak-Rosenberg auf der Basis von deren Tagebüchern und von Familiendokumenten heraus. Ihr Nachlass befindet sich im Internationaal Informatiecentrum en het Archief voor de Vrouwenbeweging in Amsterdam.